# Cefquinome
Il cefquinome è una cefalosporina di quarta generazione con proprietà farmacologiche e antibatteriche utili nel trattamento delle mastiti coliformi e di altre infezioni. È utilizzato solo in applicazioni veterinarie.
Il cefquinome è resistente alle beta-lattamasi. Chimicamente, la sua struttura zwitterionica può facilitare la rapida penetrazione attraverso le membrane biologiche, incluse le porine della parete cellulare batterica. Inoltre, ha una maggiore affinità per le proteine leganti la penicillina. La parte attiva della molecola è un nucleo beta-lattamico, mentre i principali gruppi funzionali sono un quinolinio quaternario, una porzione aminotiazolica e un insolito oxime O-alchilato.
Il cefquinome agisce inibendo la sintesi della parete cellulare, ma ha una relativamente breve emivita, di circa due ore e mezza. È escreto immodificato nelle urine.